# Puccinia chrysopogi
Puccinia chrysopogi ist eine Ständerpilzart aus der Ordnung der Rostpilze (Pucciniales). Der Pilz ist ein Endoparasit von Jasminum  sowie Chrysopogon- und Themeda-Süßgräsern. Symptome des Befalls durch die Art sind Rostflecken und Pusteln auf den Blattoberflächen der Wirtspflanzen. Sie ist in Südostasien verbreitet.

## Merkmale

### Makroskopische Merkmale
Puccinia chrysopogi ist mit bloßem Auge nur anhand der auf der Oberfläche des Wirtes hervortretenden Sporenlager zu erkennen. Sie wachsen in Nestern, die als gelbliche bis braune Flecken und Pusteln auf den Blattoberflächen erscheinen.

### Mikroskopische Merkmale
Das Myzel von Puccinia chrysopogi wächst wie bei allen Puccinia-Arten interzellulär und bildet Saugfäden, die in das Speichergewebe des Wirtes wachsen. Die Aecien der Art besitzen 23–28 × 23–28 µm große, kugelige Aeciosporen mit runzliger Oberfläche. Die gelben Uredien der Art wachsen meist unterseitig auf den Blättern der Wirtspflanze und fließen oft ineinander. Ihre farblosen bis gelblichen Uredosporen sind für gewöhnlich kugelig bis ellipsoid, 24–30 × 20–23 µm groß und fein stachelwarzig. Die beidseitig wachsenden Telien der Art sind schwarzbraun, pulverig und früh unbedeckt. Die dunkel gold- bis hell haselnussbraunen Teliosporen des Pilzes sind zweizellig, horizontal bis vertikal septiert, in der Regel breit bis länglich ellipsoid und 42–52 × 24–32 µm groß. Ihre Stiele sind farblos und bis zu 140 µm lang.

## Verbreitung
Das bekannte Verbreitungsgebiet von Puccinia chrysopogi umfasst Burma und Indien.

## Ökologie
Die Wirtspflanzen von Puccinia chrysopogi sind für den Haplonten Jasminum-Arten sowie Süßgräser der Gattungen Chrysopogon und Themeda für den Dikaryonten. Der Pilz ernährt sich von den im Speichergewebe der Pflanzen vorhandenen Nährstoffen, seine Sporenlager brechen später durch die Blattoberfläche und setzen Sporen frei. Die Art verfügt über einen Entwicklungszyklus mit Telien, Uredien, Spermogonien und Aecien und macht einen Wirtswechsel durch.